# Конвой ON 100
Конвой ON 100 (англ. Convoy ON 100), також конвой ONS 100 (англ. Convoy ONS 100) — 100-й атлантичний конвой серії ON у кількості 37 транспортних суден, що у супроводженні союзних кораблів ескортної групи C-1 прямував від Британських островів до морських портів Північної Америки. Конвой вийшов 2 червня з Ліверпуля. 8 червня конвой був виявлений вовчою зграєю «Гехт»; унаслідок атаки німецьких підводних човнів 4 судна та один корвет було затоплено (20 478 тонн).

## Кораблі та судна конвою ON 100

### Транспортні судна
Позначення
| Назва                      | Прапор              | Тоннаж (GRT) | Прим.                                                                  |
| -------------------------- | ------------------- | ------------ | ---------------------------------------------------------------------- |
| Amberton (1928)            | Велика Британія     | 5 377        |                                                                        |
| Amstel (1925)              | Нідерланди          | 2 115        |                                                                        |
| Anastassios Pateras (1914) | Грецьке королівство | 3 382        |                                                                        |
| Arletta (1925)             | Велика Британія     | 4 870        |                                                                        |
| Becheville (1924)          | Велика Британія     | 4 228        | повернулося                                                            |
| Borgfred (1920)            | Норвегія            | 2 183        |                                                                        |
| Briarwood (1930)           | Велика Британія     | 4 019        |                                                                        |
| Campus (1925)              | Велика Британія     | 3 667        |                                                                        |
| Chr. J. Kampmann (1924)    | Велика Британія     | 2 281        |                                                                        |
| Clermiston (1921)          | Велика Британія     | 1 498        |                                                                        |
| Clio (1926)                | Панама              | 8 580        |                                                                        |
| Dartford (1930)            | Велика Британія     | 4 093        | 12 червня потоплено U-124                                              |
| Empire Cameron (1941)      | Велика Британія     | 7 015        |                                                                        |
| Empire Clough (1942)       | Велика Британія     | 6 147        | 10 червня потоплено U-94                                               |
| Empire Hartebeeste (1918)  | Велика Британія     | 5 676        | повернулося через проблеми з двигуном                                  |
| Empire Impala (1920)       | Велика Британія     | 6 116        | повернулося                                                            |
| Empire Leopard (1917)      | Велика Британія     | 5 676        |                                                                        |
| Empire Mouflon (1921)      | Велика Британія     | 3 234        |                                                                        |
| Empire Ocean (1941)        | Велика Британія     | 6 765        | КАТ судно                                                              |
| Essex Lance (1918)         | Велика Британія     | 6 625        |                                                                        |
| Formigny (1915)            | Велика Британія     | 2 166        | повернулося через проблеми з двигуном                                  |
| Fort Townshend (1936)      | Велика Британія     | 3 489        |                                                                        |
| Gloxinia (1920)            | Велика Британія     | 3 336        |                                                                        |
| Gothland (1932)            | Велика Британія     | 1 286        | Рятувальне судно конвою                                                |
| Hainaut (1905)             | Бельгія             | 4 312        |                                                                        |
| Hobbema (1918)             | Нідерланди          | 5 507        |                                                                        |
| Hopestar (1936)            | Велика Британія     | 5 267        |                                                                        |
| Isobel (1929)              | Панама              | 1 515        |                                                                        |
| Jobshaven (1916)           | Нідерланди          | 3 528        |                                                                        |
| Katvaldis (1907)           | Велика Британія     | 3 163        |                                                                        |
| Kelvinbank (1921)          | Велика Британія     | 3 872        |                                                                        |
| Kirsten B (1939)           | Норвегія            | 1 184        |                                                                        |
| Milos (1898)               | Швеція              | 3 058        |                                                                        |
| Modlin (1906)              | Польща              | 3 569        |                                                                        |
| Mount Kassion (1918)       | Грецьке королівство | 7 914        |                                                                        |
| Parklaan (1911)            | Нідерланди          | 3 807        |                                                                        |
| Picotee (1913)             | Велика Британія     | 4 307        |                                                                        |
| Pontypridd (1924)          | Велика Британія     | 4 458        | 11 червня відстав від конвою, пошкоджений U-569 і пізніше добитий U-94 |
| Rajahstan (1929)           | Велика Британія     | 6 391        |                                                                        |
| Ramsay (1930)              | Велика Британія     | 4 855        | 10 червня потоплено U-94                                               |
| Rio Branco (1924)          | Норвегія            | 3 210        |                                                                        |
| Stal (1921)                | Велика Британія     | 2 242        |                                                                        |
| Tore Jarl (1920)           | Норвегія            | 1 514        |                                                                        |
| Winha (1904)               | Велика Британія     | 3 391        |                                                                        |
| Yearby (1929)              | Велика Британія     | 5 666        |                                                                        |

### Кораблі ескорту
| Назва        | Прапор                                  | Тип корабля                       | Прим.                                                                                 |
| ------------ | --------------------------------------- | --------------------------------- | ------------------------------------------------------------------------------------- |
| «Аконіт»     | ВМС Вільної Франції                     | корвет типу «Флавер»              | 3-14 червня                                                                           |
| «Ассінібойн» | Військово-морські сили Канади           | есмінець типу «Рівер»             | 3-13 червня                                                                           |
| «Бернем»     | Військово-морські сили Великої Британії | ескадрений міноносець типу «Таун» | 14-19 червня                                                                          |
| «Чемблі»     | Військово-морські сили Канади           | корвет типу «Флавер»              | 11-15 червня                                                                          |
| «Діантус»    | Військово-морські сили Великої Британії | корвет типу «Флавер»              | 3-14 червня                                                                           |
| «Кемсек»     | Військово-морські сили Канади           | корвет типу «Флавер»              | 14-19 червня                                                                          |
| «Мімоза»     | ВМС Вільної Франції                     | корвет типу «Флавер»              | 3-9 червня; у ніч з 8 на 9 червня 1942 року був потоплений німецькою субмариною U-124 |
| «Настуртіум» | Військово-морські сили Великої Британії | корвет типу «Флавер»              | 3-14 червня                                                                           |
| «Оуквілл»    | Військово-морські сили Канади           | корвет типу «Флавер»              | 14-19 червня                                                                          |
| «Оріліа»     | Військово-морські сили Канади           | корвет типу «Флавер»              | 11-15 червня                                                                          |
| «Прімроуз»   | Військово-морські сили Великої Британії | корвет типу «Флавер»              | 13-15 червня                                                                          |
| «Рімоускі»   | Військово-морські сили Канади           | корвет типу «Флавер»              | 14-19 червня                                                                          |

## Підводні човни, що брали участь в атаці на конвой
| Назва | Тип        | Командир                                     | Результати атаки                                                 |
| ----- | ---------- | -------------------------------------------- | ---------------------------------------------------------------- |
| U-94  | типу VII C | оберлейтенант-цур-зее Отто Ітес              | 10 червня потопив Empire Clough і Ramsay, 11 червня — Pontypridd |
| U-96  | типу IX C  | оберлейтенант-цур-зее Ганс-Юрген Гелльрігель | не здобув перемог                                                |
| U-124 | IXB        | капітан-лейтенант Йоганн Мор                 | 9 червня потопив корвет «Мімоза» і 12 червня Dartford            |
| U-406 | типу VII C | капітан-лейтенант Горст Дітерікс             | не здобув перемог                                                |
| U-569 | типу VII C | капітан-лейтенант Ганс-Петер Гінш            | 11 червня пошкодив Pontypridd                                    |
| U-590 | типу VII C | капітан-лейтенант Генріх Мюллер-Едцардс      | не здобув перемог                                                |